# Александър Ботев
Александър Ботев Даскалов е български политик от Българския земеделски народен съюз (БЗНС), председател на Народното събрание от 1920 до 1921 и през 1923 година.

## Биография

### Произход и ранни години
Роден е на 7 януари 1880 година (26 декември 1879 година стар стил) в махалата Огоя на село Друган, Радомирско. Баща му, Боте Попянакиев е учител в Сяр, търговец в Друган, църковен певец, активист на Прогресивнолибералната партия, съдържател на страноприемница, в която отсядат български революционери от Македония. Майка му, Менка е от махалата Грамаге на Друган.
Учи в Друган и Радомир. В 1902 година постъпва в Българското педагогическо училище в Скопие, което завършва в 1905 година. След завръщането си в България работи като учител в Проваленица, Радомирско. Включва се активно в работата на БЗНС. Създава кредитна кооперация в Друган, а впоследствие и потребителна кооперация „Съгласие“. С цел разумно използване на водите на река Радиковица, която тече през Друган, създава синдиката „Другански извори“.

### Политическа дейност
След 1913 година неколкократно е избиран за народен представител. През 1920 година става председател на Народното събрание, а през следващата година - министър на железниците, пощите и телеграфите в правителството на Александър Стамболийски. Остава на този пост няколко месеца, а след избора на ново народно събрание през 1923 година става негов председател.
По време на Деветоюнския преврат през 1923 година Ботев се намира в Радомир и прави опити да организира въоръжена съпротива срещу преврата. Водените от Ботев привърженици на БЗНС са разбити от войска, след което са съдени. Той излежава три години и половина в затвор, след което е помилван и освободен.
През 1944 година е интерниран заради връзки с Радомирския партизански отряд.
След Деветосептемврийския преврат през 1944 година е околийски управител на Радомир, а през 1946 година отново е избран за народен представител. Умира на 12 март 1947 година.